# Judasohr
Das Judasohr (Auricularia auricula-judae, Syn.: A. auricula, A. sambucina, Hirneola auricula-judae) ist ein ohrförmiger, gallertartiger Speisepilz.

## Merkmale

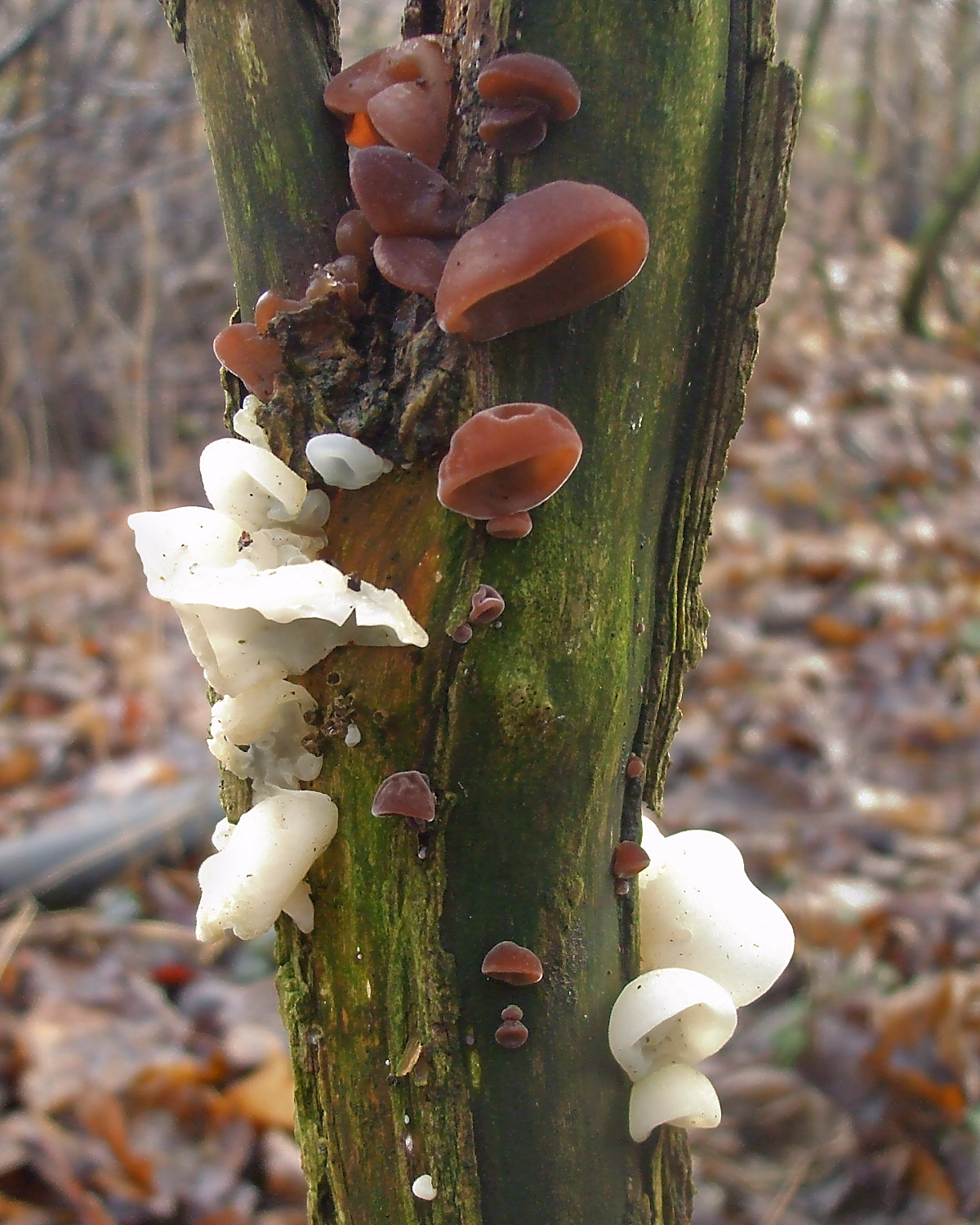
Selten bildet das Judasohr (A. auricula-judae) pigmentlose Fruchtkörper aus.

### Makroskopische Merkmale
Die dunkelbraunen Fruchtkörper haben eine lappenartige, oft wie eine Ohrmuschel geformte Struktur. Sie stehen seitlich vom Substrat ab und haben eine konvexe, feinfilzige Oberfläche. Diese ist mehr oder weniger mit Adern durchzogen. Das Hymenium auf der Unterseite hat jung eine blass-gräuliche Farbe, die nach und nach in ein Fleischbräunlich übergeht. Die Unterseite ist immer heller als die Oberseite. Der Pilz wird 3–10 Zentimeter breit und das Fleisch erreicht eine Dicke von 1,5–2 Millimeter. Es ist sehr zäh und elastisch-gallertartig, kann durch Austrocknen aber sehr hart werden und auf ein Zehntel seiner vorherigen Größe schrumpfen. Nach einem Regen kann er stark aufgequollen weiterwachsen. Der Geruch kann manchmal muffig-erdig sein, der Geschmack ist mild. Das Sporenpulver ist inamyloid und weiß.

### Mikroskopische Merkmale
Die glatten, zylindrisch-gekrümmten Sporen mit abgerundeten Enden messen 15–23 × 5–7 Mikrometer. Die Basidien sind langzylindrisch und mit Querwänden in vier Abschnitte geteilt. Die Sterigmen sind lang, an den Hyphen sind Schnallen vorhanden.

## Artabgrenzung
2022 wurde mit Auricularia cerrina eine ähnliche Art an Zerr-Eiche beschrieben. Sie unterscheidet sich durch dunklere, stärker grau bis weißlich behaarte Fruchtkörper, eine zentrale Trennlinie in der Trama und kleinere Sporen.
Ebenfalls ähnlich und fast weltweit verbreitet ist Auricularia cornea, die sich ebenfalls durch eine stärker behaarte Oberseite und eine deutliche Trennlinie, kleinere Sporen sowie lederige und variabel hell bis dunkel gefärbte Fruchtkörper unterscheidet.
Der Gezonte Ohrlappenpilz (Auricularia mesenterica) besitzt einen gezonten, struppigeren Hutfilz und eine dunklere Unterseite. Der Pappel-Becherrindenschwamm (Auriculariopsis ampla) wächst zwar ebenfalls an Holz, bevorzugt aber Pappeln und Weiden. Er hat eine viel hellere Oberseite und kann mikroskopisch vom Judasohr leicht durch die 1- statt 4-zelligen Basidien unterschieden werden. Verwechslungen wären auch mit dem Blattartigen Zitterling (Tremella foliacea) denkbar, der jedoch keine ohrmuschelartigen Fruchtkörper ausbildet und in der Regel büschelig wächst. Der Stoppelige Drüsling (Exidia glandulosa s. orig.) ist normalerweise dunkler gefärbt und hat eine auffällig körnig-warzige, sterile Unterseite.

## Ökologie
Das Judasohr ist ein Schwächeparasit an lebenden Bäumen oder ernährt sich saprobiontisch von bereits abgestorbenem Holz; es ist ein Weißfäuleerreger. Judasohren wachsen an zahlreichen Baumarten, wie zum Beispiel Birken, Robinien, Ulmen, Walnuss-, Mango-, Kapok- und am häufigsten an Holunderbäumen. Sehr selten ist der Pilz auch an Nadelbäumen wie Fichten (Picea) zu finden. Man kann das Judasohr fast über das ganze Jahr an geeigneten Stellen finden. Da sie frostbeständig sind, können sie auch im tiefsten Winter unter dem Schnee ausgegraben werden. Das Judasohr ist in ganz Europa verbreitet.

## Verbreitung
Die Art wurde früher als weltweit verbreitet angesehen, jedoch zeigten phylogenetische Untersuchungen, dass das Judasohr im engeren Sinn eine ausschließlich europäische Art ist. Die ehemals zu der Art gezählten amerikanischen und asiatischen Populationen stellen dementsprechend mit Auricularia americana und Auricularia heimuer zwei getrennte Arten dar.

## Bedeutung
Das Judasohr ist ein relativ geschmacksneutraler Speisepilz und kann in Suppen oder in Pilzgerichten als „Füllpilz“ verwendet werden. Der verwandte Mu-Err (Auricularia cornea) wird kommerziell angebaut und in vielen Gerichten der asiatischen Küche verwendet.

### Etymologie
Judas Ischariot, der Jünger, der Jesus verriet, soll sich der Legende zufolge anschließend an einem Holunderbaum erhängt haben. Der Tatsache, dass sie besonders häufig an diesem Substrat wachsen und zudem ein ohrenähnliches Aussehen aufweisen, verdanken die Judasohren ihren Namen. Eine entsprechende Namensgebung findet sich auch in vielen anderen europäischen Sprachen.

### Pilz des Jahres 2017
Die Deutsche Gesellschaft für Mykologie hat das Judasohr zum Pilz des Jahres 2017 gekürt.